# عوراب (جعلان بني بو علي)
عوراب منطقة سكنية تقع في ولاية جعلان بني بو علي، التابعة لمحافظة جنوب الشرقية في سلطنة عمان. يقدر عدد سكانها بـ 145 نسمة حسب إحصاء عام 2010 التابع للمركز الوطني للإحصاء والمعلومات الحكومي. رمز المنطقة هو 80420500.

## الوصلات الخارجية
- المركز الوطني للإحصاء والمعلومات، سلطنة عمان